# Villa Pueyrredón
Villa Pueyrredón é um bairro da cidade argentina de Buenos Aires.
O Club Cultural y Deportivo 17 de Agosto está localizado na rua de Albarellos, e sua fundação remonta ao ano de 1949. É o clube mais importante do bairro, e hoje participa da Primeira Divisão do Campeonato de Futsal da Argentina (AFA).
O nome do bairro vem de uma estação da Estrada de Ferro Central Argentina (hoje parte da linha Mitre) chamada "km 14", e em 1907, recebeu o nome de "Pueyrredón", em homenagem ao ilustre Brigadeiro Juan Martín de Pueyrredón. Desde que a estrada de ferro ligou a área com as principais opções de transporte, a estação tornou-se o nome oficial e homônimo do bairro; "Villa Pueyrredón" foi, assim, estabelecido em 1923.
A população deste bairro foi estabelecida pelos colonos europeus, as famílias, principalmente italianos e espanhóis, assim como as famílias libanesas, as quais chegaram no final do século XIX e início do século XX a serem empregadas no "grande projeto ferroviário" (o mais importante na América Latina). O grande número e variedade de pequenas empresas estabelecidas por essas comunidades deram ao bairro uma fisionomia muito particular e etnicamente diversa.

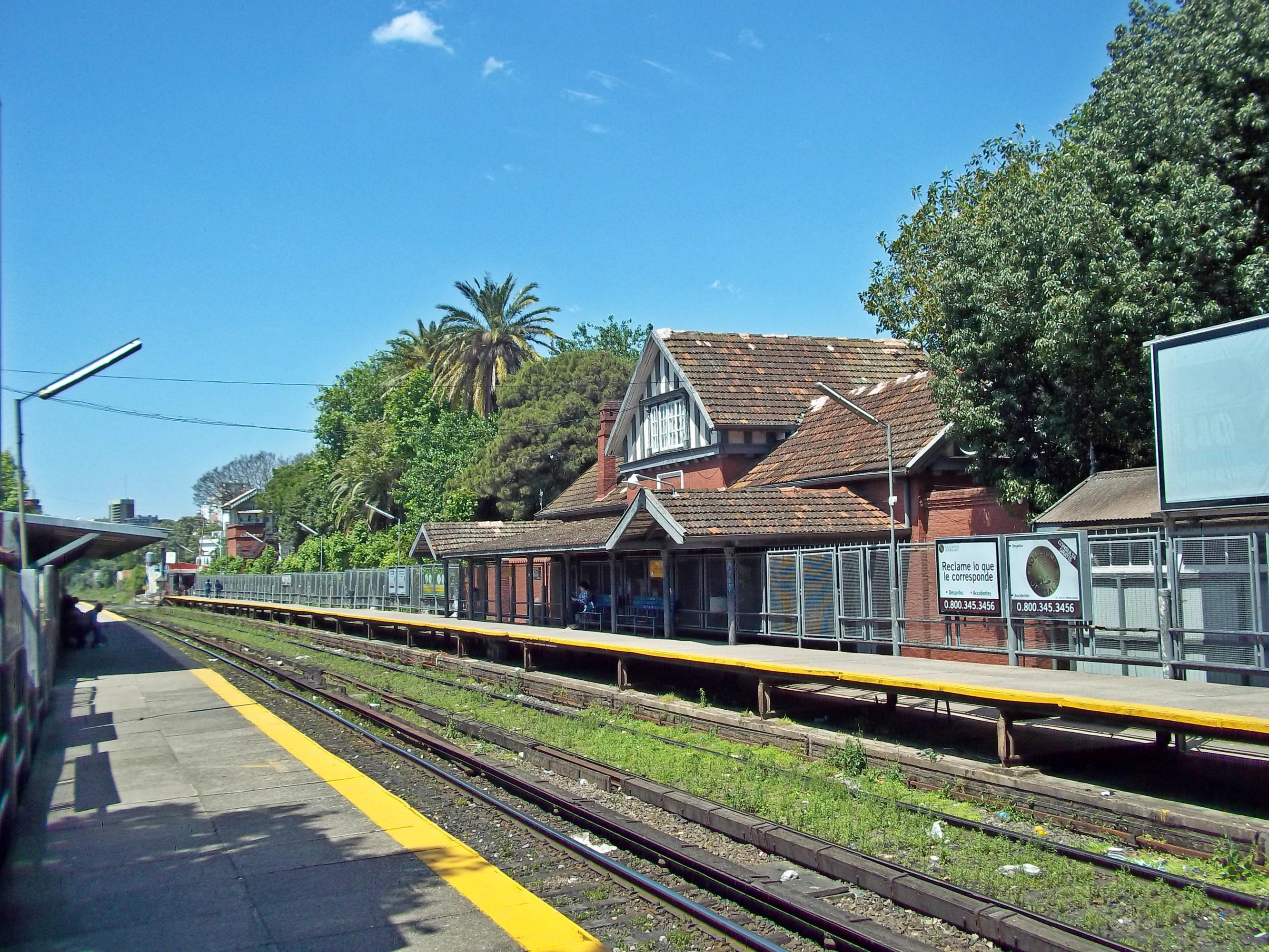
Estação de trem Pueyrredón

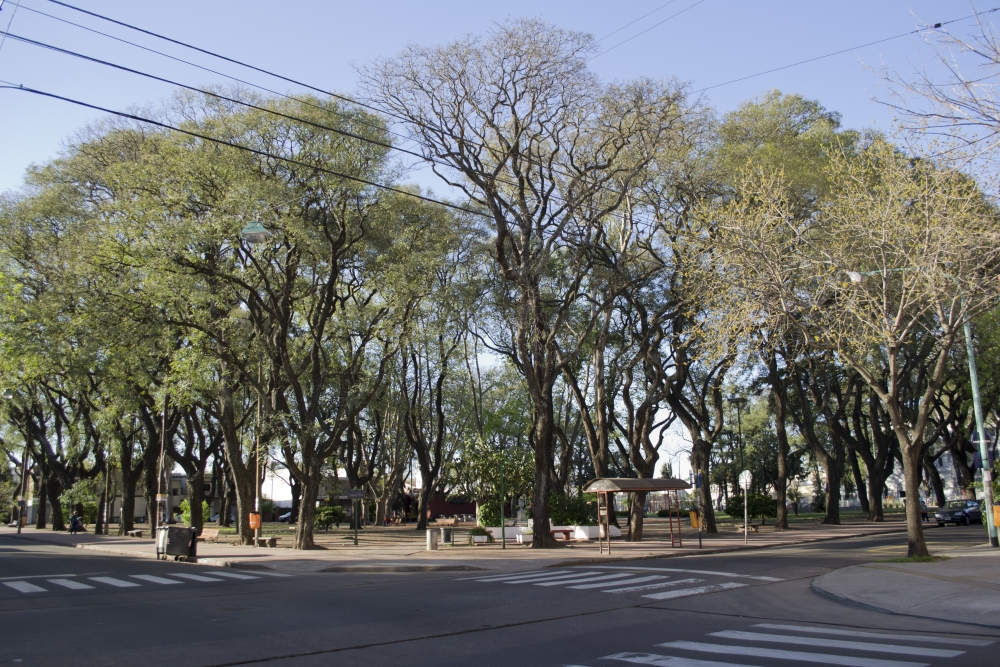
Plaza Alem